# Дин Лин
Цзян Бинчжи́ (кит. упр. 蒋冰之, пиньинь Jiǎng Bīngzhī, 1904—1986) — китайская писательница, писавшая под псевдонимом Дин Лин (кит. упр. 丁玲, пиньинь Dīng Líng). Лауреат Сталинской премии второй степени (1952). Член КПК с 1932 года.

## Биография
Родилась 12 октября 1904 года в уезде Аньфу провинции Хунань в Китае в крестьянской семье. В 1931—1932 годах редактировала журнал Лиги левых писателей Китая «Бэй доу» («Большая медведица»). Была заместителем председателя СП Китая. В 1933 году была арестована гоминьдановцами за революционную деятельность. В 1936 году перебралась на северо-запад страны, где приняла участие в организации единого фронта против японской агрессии. В 1937—1945 годах Дин Лин была в рядах 8-й армии, руководила бригадой по культурно-просветительному обслуживанию Северо-Западного фронта, писала очерки, рассказы. В 1946 году была послана для проведения земельной реформы на севере страны. Была заместителем председателя Всекитайского объединения работников литературы и заместителем главного редактора журнала «Народная литература». В 1949 году участвовала в работе 1-го Всемирного конгресса сторонников мира. В том же году на 1-м съезде писателей демократического Китая избрана заместителем председателя СП Китая.
В 1957 году была обвинена в правом буржуазном уклоне и сослана в глухие районы страны. В 1970—1975 годах находилась в тюрьмах в окрестностях Пекина. В 1978, после разгрома Банды четырёх, была реабилитирована, избиралась вице-президентом Федерации китайских писателей, а также вице-президентом китайского отделения Пен-клуба. Несколько раз побывала за рубежом. Дин Лин умерла 4 марта 1986 года.

## Творчество
Литературной деятельностью занималась с 1927 года, когда в «Ежемесячнике новелл» был напечатан её первый рассказ «Сон». Опубликовала сборник «Во тьме», романы «Мать», «Вэй ху», книгу очерков «Путевые заметки о поездках в Советский Союз и страны народной демократии», рассказы, очерки и статьи в периодической печати. Автор романа «Солнце над рекой Сангань» (1948, переведён на русский язык в 1949 году). В нём говорится о победе китайского народа, осуществившего лозунг «землю — пахарю». Тяжёлой жизни крестьянства в условиях гоминьдановского режима посвящены повести «Когда я была в селе Луцунь», «Наводнение» (1931).

## Премии
- Сталинская премия второй степени (1952) — за роман «Солнце над рекой Сангань» (1948)

## Издания
- Солнце над рекой Сангань. Перевод Любови Позднеевой. — Москва: Государственное издательство художественной литературы, 1950.
- Дин Лин. Избранное. Перевод Т. Цветковой, С. Иванько, В. Панасюк. — Москва: Издательство иностранной литературы, 1954.

## Публикации о Дин Лин
- Титов А. С. Из когорты несгибаемых (памяти Дин Лин) // Проблемы Дальнего Востока. 1987. № 6. С. 96—100;
- Баранова Л. В. Жизненный и творческий путь китайской писательницы Дин Лин (1904—1986): Автореф. дис. … канд. филол. наук. М., 1996.